# Wielka Synagoga w Gibraltarze
Wielka Synagoga w Gibraltarze (hebr. קהל קדוש שער השמיים, lad. Esnoga Grande) – synagoga znajdująca się w Gibraltarze przy 47/49 Engineer Lane. Pierwsza powstała na Półwyspie Iberyjskim po wygnaniu Żydów z Hiszpanii i Portugalii.
Synagoga została zbudowana w 1724 roku z inicjatywy i funduszy londyńskiego kupca Isaaca Netto, na działce podarowanej diasporze żydowskiej przez Gubernatora Gibraltaru Richarda Kane'a. W 1766 roku synagoga została doszczętnie zniszczona podczas wielkiej burzy, odbudowano ją 2 lata później. 
17 maja 1781 w czasie oblężenia Gibraltaru budynek został zniszczony przez ostrzał artyleryjski. Przebudowano ją, lecz w 1812 roku ponownie ją odbudowano po pożarze. Od tego czasu pozostaje główną synagogą na Gibraltarze.